# ورزشگاه جدید تاراگونا

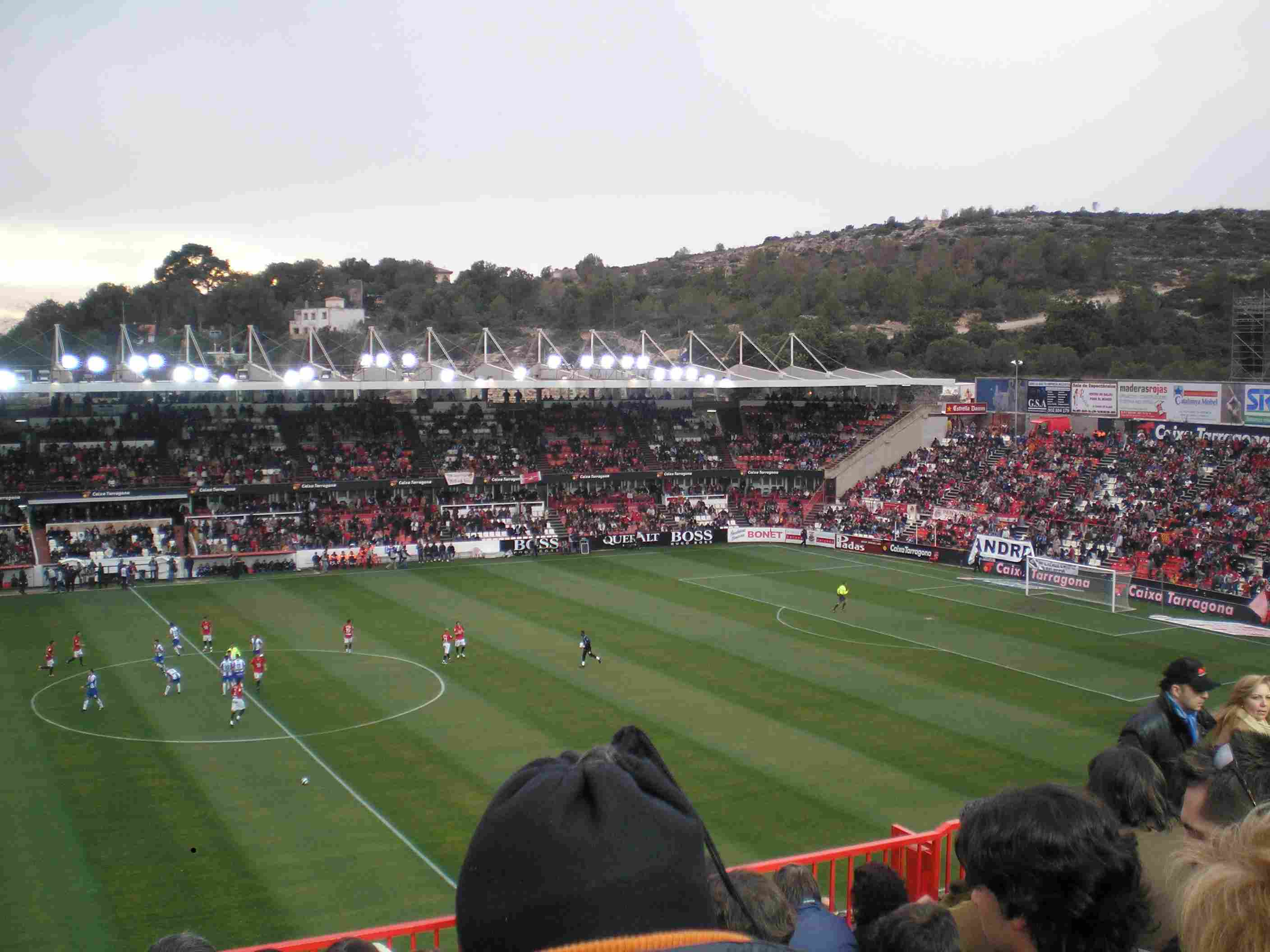
ورزشگاه جدید تاراگونا در کشور اسپانیا.

ورزشگاه جدید تاراگونا (به اسپانیایی: Nou Estadi de Tarragona) با ظرفیت ۱۲٬۰۰۰ نفر یکی  از ورزشگاه‌های فوتبال کشور اسپانیا است که در شهر تاراگونا ایالت کاتالونیا واقع شده‌است. این ورزشگاه در سال ۱۹۷۲ بازگشایی شد و در حال حاضر بازی‌های خانگی |باشگاه فوتبال خیمناستیک تاراگونا در آن برگزار می‌گردد.